# Воррен (округ, Вірджинія)
Шаблон:StateAbbr_ 38°55′ пн. ш. 78°13′ зх. д. / 38.91° пн. ш. 78.21° зх. д.
Округ  Воррен (англ. Warren County) — округ (графство) у штаті  Вірджинія, США. Ідентифікатор округу 51187.

## Історія
Округ утворений 1836 року.

## Демографія
За даними перепису 2000 року загальне населення округу становило 31584 осіб, зокрема міського населення було 13828, а сільського — 17756. Серед мешканців округу чоловіків було 15530, а жінок — 16054. В окрузі було 12087 домогосподарств, 8526 родин, які мешкали в 13299 будинках. Середній розмір родини становив 3,04.
Віковий розподіл населення поданий у таблиці:
| Стать    | До 15 років | 15-21 | 22-29 | 30-39 | 40-49 | 50-65 | 65-85 | Понад 85 |
| -------- | ----------- | ----- | ----- | ----- | ----- | ----- | ----- | -------- |
| Чоловіки | 3441        | 1394  | 1341  | 2591  | 2584  | 2588  | 1497  | 94       |
| Жінки    | 3378        | 1333  | 1398  | 2578  | 2471  | 2594  | 1997  | 305      |

## Суміжні округи
- Фредерік – північ
- Кларк – північний схід
- Фокір – схід
- Раппаганнок – південний схід
- Пейдж – південний захід
- Шенандоа – захід

## Виноски
1. ↑  U.S. Decennial Census. United States Census Bureau. Архів оригіналу за 4 квітня 2018. Процитовано 5 січня 2014.
2. ↑  Historical Census Browser. University of Virginia Library. Архів оригіналу за 11 серпня 2012. Процитовано 5 січня 2014.
3. ↑  Population of Counties by Decennial Census: 1900 to 1990. United States Census Bureau. Архів оригіналу за 15 грудня 2013. Процитовано 5 січня 2014.
4. ↑  Census 2000 PHC-T-4. Ranking Tables for Counties: 1990 and 2000 (PDF). United States Census Bureau. Архів оригіналу (PDF) за 18 грудня 2014. Процитовано 5 січня 2014.
5. ↑  American FactFinder. Бюро перепису населення США. Архів оригіналу за 26 лютого 2012. Процитовано 31 січня 2008.

| США | Це незавершена стаття з географії США. Ви можете допомогти проєкту, виправивши або дописавши її. |